# Bihać
Bihać es una municipalidad y ciudad de Bosnia y Herzegovina. Se encuentra en el cantón de Una-Sana, dentro del territorio de la Federación de Bosnia y Herzegovina, cerca de su frontera con Croacia. La capital de la municipalidad de Bihać es la ciudad homónima. El alcalde de la ciudad es Hamdija Lipovača.

## Localidades
La municipalidad de Bihać se encuentra subdividida en las siguientes localidades:
- Bajrići (Bihać)
- Baljevac
- Boboljusci
- Bosanski Osredci
- Brekovica
- Bugar
- Ćukovi
- Doljani (Bihać)
- Donja Gata
- Dubovsko
- Gorjevac
- Gornji Tiškovac
- Grabež
- Grmuša
- Hrgar
- Izačić
- Jankovac (Bihać)
- Jezero (Bihać)
- Kalati
- Klisa (Bihać)
- Klokot
- Kula (Bihać)
- Kulen Vakuf
- Lipa (Bihać)
- Lohovo
- Lohovska Brda
- Mala Peća
- Mali Cvjetnić
- Mali Skočaj
- Malo Očijevo
- Martin Brod
- Međudražje
- Muslići
- Očigrije
- Orašac
- Ostrovica (Bihać)
- Palučci
- Papari
- Praščijak
- Pritoka
- Prnjavor (Bihać)
- Račić
- Rajinovci
- Ripač
- Spahići (Bihać)
- Srbljani
- Teočak (Bihać)
- Trubar
- Turija
- Velika Gata
- Veliki Cvjetnić
- Veliki Skočaj
- Veliki Stjenjani
- Veliko Očijevo
- Vikići
- Vrsta
- Zavalje
- Zlopoljac

## Demografía
En el año 2009 la población de la municipalidad de Bihać era de 61 287 habitantes. La superficie del municipio es de 900 kilómetros cuadrados, con lo que la densidad de población era de 68 habitantes por kilómetro cuadrado.